# Nakajima G5N Shinzan
Опытный бомбардировщик Тип 13 (сухопутного базирования) (яп. 十三試陸上攻撃機), «Синдзан» (яп. 深山), Накадзима G5N — японский дальний бомбардировщик периода Второй мировой войны. Кодовое имя союзников — «Лиз» (англ. Liz). Создан фирмой «Накадзима» в 1939 году на основе пассажирского самолёта США «Дуглас» DC-4E. Оказался неудачной конструкцией, поэтому уже к 1941 году работы по нему были прекращены после производства лишь шести прототипов, четыре из которых впоследствии до конца войны использовались в роли транспортных самолётов.

## История создания
В 1938 году, когда бомбардировщик-торпедоносец G4M находился ещё на стадии проекта, руководство Императорского флота Японии проявило интерес также к созданию дальнего бомбардировщика с дальностью полёта около 3000—3500 морских миль. Поскольку японские авиаконструкторы к тому времени не обладали необходимым опытом в создании тяжёлых четырёхмоторных самолётов, каким должен был бы стать новый бомбардировщик, чтобы достичь требуемых характеристик, было решено взять за основу иностранную конструкцию. С этой целью, компанией «Императорские авиалинии Японии» был приобретён один образец американского авиалайнера «Дуглас» DC-4E, тайно переданный после его прибытия в Японию в 1939 году компании «Накадзима» для создания на его основе бомбардировщика.
Уже к концу 1939 года «Накадзима» представила первый прототип нового бомбардировщика, совершивший свой первый полёт в декабре того же года. Разрабатывавшийся под обозначением «Опытный бомбардировщик наземного базирования Тип 13» (яп. 十三試陸上攻撃機) самолёт сохранил практически без изменений крылья и шасси DC-4E, однако имел новый фюзеляж и хвостовое оперение и двигатели «Накадзима» NK7A Мамору 11 мощностью 1 870 л. с. Он стал также первым четырёхмоторным самолётом наземного базирования, созданным для Императорского флота Японии, а также первым японским самолётом с трёхстоечным шасси с носовым колесом.
G5N, однако, показал очень невысокие характеристики. Причиной этому послужили как неудачная, излишне сложная конструкция так и не поступивший в серийное производство DC-4E, о чём на момент его приобретения ещё не было известно, так и недостаточный опыт японских авиаконструкторов, повлёкший за собой увеличение веса машины. Кроме того, двигатели NK7A отличались ненадёжной работой. В результате, построены были лишь четыре прототипа первоначального варианта. В попытке повысить хотя бы надёжность работы двигателей, были построены ещё два прототипа варианта G5N2, оснащённые двигателями «Мицубиси» Касей 12 мощностью 1 530 л. с. Однако, поскольку в таком виде самолёт имел ещё худшие характеристики, работы над проектом были окончательно прекращены.

## Эксплуатация
Бомбардировщик G5N на вооружение Императорского флота Японии принят так и не был. Однако, два прототипа варианта G5N2, а также два последних прототипа варианта G5N1, переоснащённые двигателями «Мицубиси» Касей 12, были переоборудованы в транспортные самолёты, получившие обозначение Транспортный самолёт «Синзан-Кай» (яп. 深山改輸送機). Эти четыре самолёта, получившие кодовое обозначение Союзников «Лиз» (англ. Liz), использовались вплоть до конца войны.

## Модификации
- G5N1 — первоначальный вариант с двигателями «Накадзима» NK7A Мамору 11, построено 4 прототипа
- G5N2 — вариант с двигателями «Мицубиси» Касей 12 меньшей мощности, построено 2 прототипа
- G5N2-L — переоборудованные в транспортные самолёты G5N2 и переоснащённые двигателями «Мицубиси» Касей 12 G5N1, переоборудовано 4 самолёта
- Ки-68 — армейский вариант, не вышел за стадию проекта в связи с прекращением работ по основному самолёту
- Ки-85 — армейский вариант, спроектированный фирмой «Каваниси», также не вышел за стадию проекта

## Тактико-технические характеристики

### Технические характеристики
- Экипаж: 7—10 человек
- Длина: 31,02 м
- Размах крыла: 42,14 м
- Площадь крыла: 201,8 м²
- Масса пустого: 20 100 кг
- Масса снаряжённого: 28 150 кг
- Максимальная взлётная масса: 32 000 кг
- Двигатели:
  - 4 × «Накадзима» NK7A Мамору 11, 1 870 л. с. (G5N1)
  - 4 × «Мицубиси» Касей 12, 1 530 л. с. (G5N2)

### Лётные характеристики
- Максимальная скорость на высоте: 420 км/ч на 4100 м
- Крейсерская скорость на высоте: 322 км/ч на 4000 м
- Практическая дальность: 4 262 км
- Практический потолок: 7 450 м
- Время набора высоты: 2 000 м за 5 мин. 17 с.
- Нагрузка на крыло: 139,5 кг/м²

### Вооружение
- Пулемётно-пушечное:
  - 1 × 20-мм Тип 99 в хвостовой установке
  - 1 × 20-мм Тип 99 в верхней башенной установке
  - 1 × 7,7-мм Тип 92 в носовой установке
  - 1 × 7,7-мм Тип 92 в правой бортовой установке
  - 1 × 7,7-мм Тип 92 в левой бортовой установке
  - 1 × 7,7-мм Тип 92 в нижней установке
- Бомбовая нагрузка: до 4000 кг бомб